# It's the First Time
It's the first time is een nummer van de Nederlandse band Loïs Lane. Het werd in 1989 uitgebracht als de tweede single van het debuutalbum van de band, Loïs Lane.
Het tekst van het nummer is geschreven door de groepsleden Suzanne Klemann en Monique Klemann, in samenwerking met toetsenist Evert Abbing, die ook de muziek schreef. De single is uitgebracht onder het label Polydor.

## Hitsucces
Na door Warner Music aan de dijk te zijn gezet, brengt Loïs Lane hun debuutalbum in eigen beheer uit. De eerste single My best friend bereikt begin 1989 de 33ste positie in de Nederlandse Top 40 en de 37ste in de Single Top 100. De opvolger It's the first time boekt meer succes en wordt een top 10-hit: dit nummer behaalt de zevende positie in de Top 40 en de negende positie in de Single Top 100. Hiermee zorgt de single voor de definitieve doorbraak van de band. In Vlaanderen bereikt It's The first time de 30ste positie in de Ultratop 50.
Het album Loïs Lane bereikt op 22 juli 1989 de eerste plaats in de Nederlandse albumlijst, en wordt met platina bekroond.

## Meewerkende artiesten
- Monique Klemann (zang)
- Suzanne Klemann (zang)
- Frans Koenn (bas)
- Gabriël Jongejans (drums)
- Arnold van Dongen (gitaar)
- Evert Abbing (keyboard, zang)